# Habsburg–Lotaringiai János főherceg
Habsburg–Lotaringiai János József Fábián Sebestyén főherceg (Erzherzog Johann Baptist Joseph Fabian Sebastian von Österreich) (Firenze, 1782. január 20. – Graz, 1859. május 11.) német-római császári herceg, osztrák főherceg, magyar és cseh királyi herceg, II. Lipót császár fia, I. Ferenc császár öccse, császári-királyi tábornagy (k.k. Generalfeldmarschall), az osztrák Honi Véderő (Landwehr) szervezője, a grazi Műszaki Egyetem alapítója. A napóleoni háborúk egyik császári hadvezére, a győri csatában a magyar nemesi felkelő hadsereg parancsnoka.

## Élete

### Származása, testvérei
János főherceg 1782. január 20-án született Firenzében, a Toszkánai Nagyhercegség fővárosában, a Poggio Imperiale kastélyban. Édesapja a Habsburg–Lotaringiai-házból való Lipót toszkánai nagyherceg (1747–1792), a későbbi II. Lipót német-római császár, magyar és cseh király, édesanyja a Bourbon-házból való Mária Ludovika spanyol infánsnő (María Luisa de España, 1745–1792), később német-római császárné volt. János főherceg az uralkodópár 16 gyermeke közül tizenharmadikként született. A felnőttkort megérő testvérek:
- Mária Terézia Jozefa főhercegnő (1767–1827), aki I. Antal szász királyhoz ment feleségül.
- Ferenc József Károly főherceg (1768–1835), a későbbi II. Ferenc német-római császár, I. Ferenc néven osztrák császár, magyar és cseh király.
- Ferdinánd József János főherceg (1769–1824), később III. Ferdinánd néven Toszkána nagyhercege.
- Mária Anna Ferdinanda főhercegnő (1770–1809), a prágai Szent Teréz apácakolostor főapátnője.
- Károly főherceg (1771–1847) tábornagy, Teschen hercege, Napóleon legyőzője az asperni csatában.
- Sándor Lipót főherceg (1772–1795), 1790-től haláláig Magyarország nádora.
- József Antal János főherceg (1776–1847), 1795-től haláláig Magyarország nádora (József nádor).
- Mária Klementina főhercegnő (Maria Klementine von Österreich, 1777–1801), aki Ferenc nápoly–szicíliai trónörököshöz ment feleségül.
- Antal Viktor főherceg (1779–1835), Köln püspöke, 1816–1828-ig a Német Lovagrend Nagymestere.
- János főherceg (1782–1859) tábornagy, a „stájer herceg”.
- Rainer József főherceg (1783–1853) tábornagy, a Lombard–Velencei Királyság alkirálya.
- Lajos főherceg (1784–1864) tábornagy, 1836–1848-ig az Államkonferencia vezetője.
- Rudolf főherceg (1788–1831) bíboros, Olmütz hercegérseke, Beethoven mecénása.

### Ifjúkora
János főherceg gyermekéveit a firenzei nagyhercegi udvarban töltötte. 1790-ben, amikor apja megörökölte a császári trónt, szüleivel és testvéreivel együtt Bécsbe költözött. 1792-ben, tízévesen mindkét szülőjét elveszítette, három hónapon belül. János elsőszülött bátyja, a 24 éves Ferenc főherceg lett az uralkodó (II. Ferenc néven német-római, 1804-től I. Ferenc néven osztrák császár).
János főherceget érdeklődése a természettudományok és a történelem felé vonzotta. A francia forradalom expanziója következtében 1792 áprilisától azonban háborús helyzet alakult ki. Ferenc császár magas katonai vezetői posztra szánta (nála lényegesen intelligensebb és műveltebb) öccsét. János főherceget 1796-tól katonai tanulmányokra szorította.
Katonai képzése során 1795-ben János főherceget a 26. dragonyos ezred tulajdonosává, azaz tiszteletbeli parancsnokává. Ez az ezred rövid ideig János főherceg bátyjának, József nádornak nevét „(Erzherzog Josef Anton von Österreich)” viselte, az 1798-as haderőreformot követően a 3., majd 1802-ben az 1. számot kapta).

### A napóleoni háborúkban

#### A második koalíciós háborúban (1799–1802)
A második koalíciós háború során, 1800 szeptemberében Ferenc császár – általános meglepetést okozva – a mindössze 18 éves János főherceget nevezte ki a császári-királyi hadsereg Bajorországban álló főerejének legfőbb parancsnokává. Bátyja, Károly főherceg elutasította ezt a megbízást. Katonai tanácsadóként Franz von Lauer báró (1735–1803) táborszernagyot rendelték mellé. 1800. december 3-án a hohenlindeni csatában (Felső-Bajorországban) az osztrák hadsereg katasztrofális vereséget szenvedett Moreau tábornok rajnai hadseregétől, bár maga János főherceg nagy személyes bátorságról tett tanúságot a csatatéren. A visszavonulás során a Saalach folyó menti utóvédharcokban (1800. december 12–14) sikerült ugyan érzékeny veszteségeket okozni a franciáknak, de ez javarészt a császáriak tehetséges alparancsnokainak (Johann von Liechtenstein herceg és von Riesch gróf altábornagyoknak) volt köszönhető. A főparancsnokságot végül bátyja, Károly főherceg vette át, mert a lázongó katonák tömegei nyíltan követelték János főherceg leváltását.
Az 1801-es lunéville-i békeszerződés után János főherceget Hadmérnöki és Erődítési Főigazgatónak (Generaldirektor des Genie- und Fortifikationswesens) nevezték ki , majd rövidesen a Hadmérnöki Akadémia (Ingenieurakademie) és a bécsújhelyi Mária Terézia Katonai Akadémia (Theresianische Militärakademie) főigazgatója lett (1848-ig).

#### A harmadik koalíciós háborúban (1805)
A harmadik koalíciós háború kezdetén, 1805. szeptember 1-jén János főherceget lovassági tábornokká nevezték ki. Az itáliai császári-királyi haderő derékhadának parancsnokságát akarták rábízni, és bátyjának, Károly főhercegnek főparancsnoksága alá rendelték. 1805. október 15-én azonban a tiroli tartományi rendi gyűlés (Landstände) küldöttségének felkérésére János főherceg elvállalta a tiroli császári-királyi haderő (mintegy 30 000 katona) főparancsnokságát, és ezzel Tirol tartomány védelmének feladatát. Azt kérte Ferenc császártól, hogy önállóan szervezhesse a tartomány védelmét. Életének talán legnagyobb csalódását kellett elszenvednie, amikor a bécsi udvar utasítására ki kellett ürítenie Tirolt. Mindazonáltal a császár elismerte János főherceg érdemeit az 1805-ös hadjáratban, 1806. január 22-én kitüntette őt a Katonai Mária Terézia-rend (MMThO) parancsnoki keresztjével. János főherceg szervező munkájának gyümölcseként megszületett az osztrák belső Honi Véderő (Landwehr), amelynek mintájára szervezték a későbbi magyar Honvédséget is. A Landwehr felállítását I. Ferenc (immár Ausztria császáraként) 1808. június 9-én kiadott uralkodói pátensében rendelte el.

#### Az ötödik koalíciós háborúban (1809–1810)
Az ötödik koalíciós háború kitörésekor János főherceget kinevezték a belső-ausztriai hadsereg főparancsnokának. Vezérkari főnöke Laval Nugent vezérőrnagy lett. A hadsereg a VIII. hadtestből (parancsnoka: Gróf Gyulay Albert altábornagy) és a IX. hadtestből (parancsnoka: Gróf Gyulay Ignác altábornagy) állt, a két hadtest összlétszáma 46 000…48 000 fő között volt. A seregtestet az újonnan szervezett Honi Véderő több dandárja egészítette ki (körülbelül 25 000 emberrel). Ebben a hadjáratban János főherceg a 70 000 főt számláló itáliai francia haderővel került szembe, amelyet Itália alkirálya, Eugène de Beauharnais tábornagy irányított. János főherceg nem akart időt veszíteni, ezért már 1809. április 8–10 között Pontebbán és a Predil-hágón át bevonult Veneto tartományba, hogy az ellenséget visszaszorítsa az Etsch folyóig. Ugyanekkor a VIII. hadtest egy része, mintegy két dandárnyi erő, Chasteler altábornagy parancsnoksága alatt a Puster-völgyön (Pustertal) keresztül Tirolba nyomult. A Jánossal nagyjából egykorú, fiatal Beauharnais tábornagyot, akinek nem voltak komoly háborús tapasztalatai, teljes meglepetésként érte az osztrák hadak ilyen gyors megjelenése. Saját haderejének felkészülése még nem fejeződött be, a francia csapatok még itáliai területen közeledtek.
1809. április 11-én Venzonénál (Cividale mellett) került sor az osztrákok első sikeres ütközetére Broussier tábornok hadosztályával. A franciákat visszavetették, Beauharnais egész hadseregének a Tagliamento folyó mögé kellett visszahúzódnia. Április 15-én Pordenone mellett János főherceg előőrse, melyet Frimont altábornagy vezetett, szétverte a Sahuc tábornok vezette francia előhadat. A franciák 2500 főnyi veszteséget szenvedtek, az osztrákok négy ágyút, és több hadilobogót zsákmányoltak. Másnap, április 16-án Beauharnais tábornagy indított támadást a Tagliamento folyótól 37 000 emberrel és 54 ágyúval, de a Sacile (Fontane Fredda) melletti csatában vereséget szenvedett, és vissza kellett vonulnia. 3000 francia halott maradt a csatatéren, 3500-an estek osztrák fogságba. A következő napokban további 3000 francia katonát fogtak el, újabb ágyúk és zászlók estek a győztes császáriak kezébe. A csatavesztés következtében Beauharnais-nak egészen Caldieróig (Veronától keletre) kellett visszavonulnia. János főherceg ezzel megszerezte az 1809-es háború első osztrák harctéri győzelmét.
Az általános hadi helyzet azonban a Habsburg Birodalom ellen fordult. Miközben János sikertelenül ostromolta a caldierói francia védelmi állásokat, megérkezett a hír a Károly főherceg parancsnoksága alatt álló osztrák főerő Regensburgnál elszenvedett súlyos vereségéről. Ennek nyomán 1809. április 29-én János főherceg önállóan úgy döntött, hogy kivonul Itáliából, és hadseregével Bécs alá siet. Aznap még sikeresen elhárította Beauharnais támadását Soavénál, de május 1-jén megkezdte a visszavonulást Belső-Ausztria felé. János főherceg minden eredménye, amit ebben a hadjáratban elért, semmivé lett. Az itáliai francia haderő, amelyhez most már a kipróbált és harcedzett MacDonald marsall is csatlakozott, felvette a Piavén keresztül visszavonuló osztrák hadak üldözését.
1809. május 7–8-án a piavei csatában az osztrákok igen súlyos veszteségeket szenvedtek. Elesett a császári lovasság parancsnoka, Christian Wolfskehl von Reichenberg báró altábornagy, 52 tiszt, 3800 katona, elveszett 15 ágyú. További vereségek következtek május 11-én San Daniele del Friulinál, és május 12-én Gemonánál és Venzonénál. Ezután a belső-ausztriai hadseregcsoportot kétfelé osztották. Gyulay Ignác altábornagy – aki a horvát báni méltóságot is viselte – a IX. hadtest egy részével Ljubljana és Zágráb felé indult, hogy saját haderejét a horvát népfelkelőkkel megerősítve megvédelmezze Krajnát (a mai Szlovéniát) és Horvátországot Marmont francia tábornagy dalmáciai hadtestétől. Maga János főherceg, a IX. hadtest fennmaradó részével Tarvison (Tarvisión) keresztül Villachba vonult vissza, Gyulay Albert altábornagy egyik hadosztályának fedezetével. Chasteler altábornagy a VIII. hadtest néhány dandárjával Tirolban maradt, az ottani népfelkelés támogatására. (Chasteler itteni gerilla-hadviselése olyan veszteségeket okozott a franciáknak, hogy a dühöngő Napóleon parancsba adta, hogy elfogatása esetén azonnal agyon kell őt lőni).
János főherceg támogatta Andreas Hofer felkelését is, amely a Tirolt megszállva tartó franciák és bajor szövetségeseik ellen irányult. A szigorúan abszolutisztikus és összbirodalmi kategóriákban gondolkodó Ferenc császár azonban a tiroli német nemzeti plebejus felkelést veszélyesnek ítélte az összbirodalomra, és a schönbrunni béke megkötése után megtiltotta a franciaellenes mozgalom támogatását. Hofert a franciák elfogták és Mantuában kivégezték.

#### A győri csatában
Annak ellenére, hogy az Itáliából visszatért, szétforgácsolt belső-ausztriai hadsereg ekkor már nem tudott érdemben beavatkozni a hadi eseményekbe, János főherceg visszautasította, hogy a Haditanács őt valamelyik bátyja, Károly főherceg vagy József nádor parancsnoksága alá rendelje. Ferenc császár utasítására József nádor magyar nemesi felkelő hadseregét János főherceg alá rendelték. János a különböző felkészültségű egységeket összekeverve állította fel, majd a csata előestéjén úgy döntött, hogy – a haditervvel ellentétesen – nem támad, hanem bevárja a francia támadást. Beauharnais tábornagy az 1809. június 14-i győri csatában súlyos vereséget mért János főherceg magyar népfelkelőkkel megerősített hadseregére. A francia tüzérség tüzében az osztrák és magyar harcvonal megingott, és János főherceg – megint önállóan – azonnali visszavonulást rendelt el Komárom irányában. A csatatérről elvonult hadsereg nem tudott időben egyesülni Károly főherceg Marchfelden álló főerőivel, és nem tudott részt venni a (július 5–6-án lezajlott) nagy wagrami csatában sem.
János főherceg jelentésében a vereségért a magyar népfelkelőket okolta. Az osztrák történetírás máig ezt a koncepciót vallja, annak ellenére, hogy József nádor teljes fennmaradt hadilevelezése cáfolja ezt. A korabeli osztrák és magyar közvélemény – megalapozottan – a fővezért, János főherceget tette felelőssé a wagrami vereségért, és az egész 1809-es hadjárat kudarcáért is. Mindezek ellenére az uralkodó elismerte öccsének, János főhercegnek a hadjárat kezdetén, az itáliai hadszíntéren nyújtott sikereit, és 1810-ben a Katonai Mária Terézia-rend nagykeresztjével tüntette ki. A győri csatában szerzett érdemekért rajta kívül csak négy ilyen magas kitüntetést adtak át, mind a négyet a magyar nemesi felkelő hadsereg tisztjeinek.
A nemesi felkelő alakulatok az 1809. július 12-kei Znaimban megkötött fegyverszünet után is a táborban maradtak. Ezt az időt használták fel, hogy a hevenyészett, harcértékben, szervezettségben és felszereltségben sok kívánnivalót hagyó nemesi lovasságot használható katonai erővé alakítsák át. 1809. augusztus 9-én, a nádor lovászi és szentmargitai Sümeghy József (1757–1832) királyi tanácsost, zalai alispánt, János főherceg táborához hadi biztosnak nevezte ki. Új tiszteket vezényeltek át a huszárezredektől, új fegyvereket, felszerelést kaptak, magyar nyelvű kiképzési és szolgálati szabályzatot jelentettek meg számukra, és mint a rendes sorkatonaságot, gyakorlatoztatták őket. Közben eljött az ősz, és letelt a hat hónap, melyet a felkelősereg a törvények szerint táborban volt köteles tölteni. 1809. november 1-jén lépett volna életbe a kincstári fizetési rend. Ezt azonban hosszú időre nem vállalta a hatalom, és a Székesfehérvár mellett megtartott szemlék után, ahol naponta más és más ezredek mutatták be megszerzett hadi-tudományukat (legutoljára a Fejér megyei és székesfehérvári önkéntes alakulat), lényegében véget ért a táborozás. A csapatok egymás után hazavonultak. "Menjetek békességben! Szerencsét és Isten áldását! Szeretetem és tiszteletem kísérjen benneteket" – írta József főherceg nádor 1809. december 18-i elbocsátó levelében. A nemesi inszurrekció intézménye a gyakorlatban ezzel a levéllel szűnt meg véglegesen.

#### A hatodik koalíciós háborúban (1812–1814)
Napóleon 1812-es oroszországi veresége után János főherceg sürgette a franciák elleni támadó háború megindítását, maga azonban nem vett részt az 1813–1814-es hadjáratokban. 1815-ben rövid időre visszatért a harctérre. A felső-rajnai Hüningen erődjének ostromát vezette, sikerrel. Az erőd 1815. augusztus 26-án kapitulált.

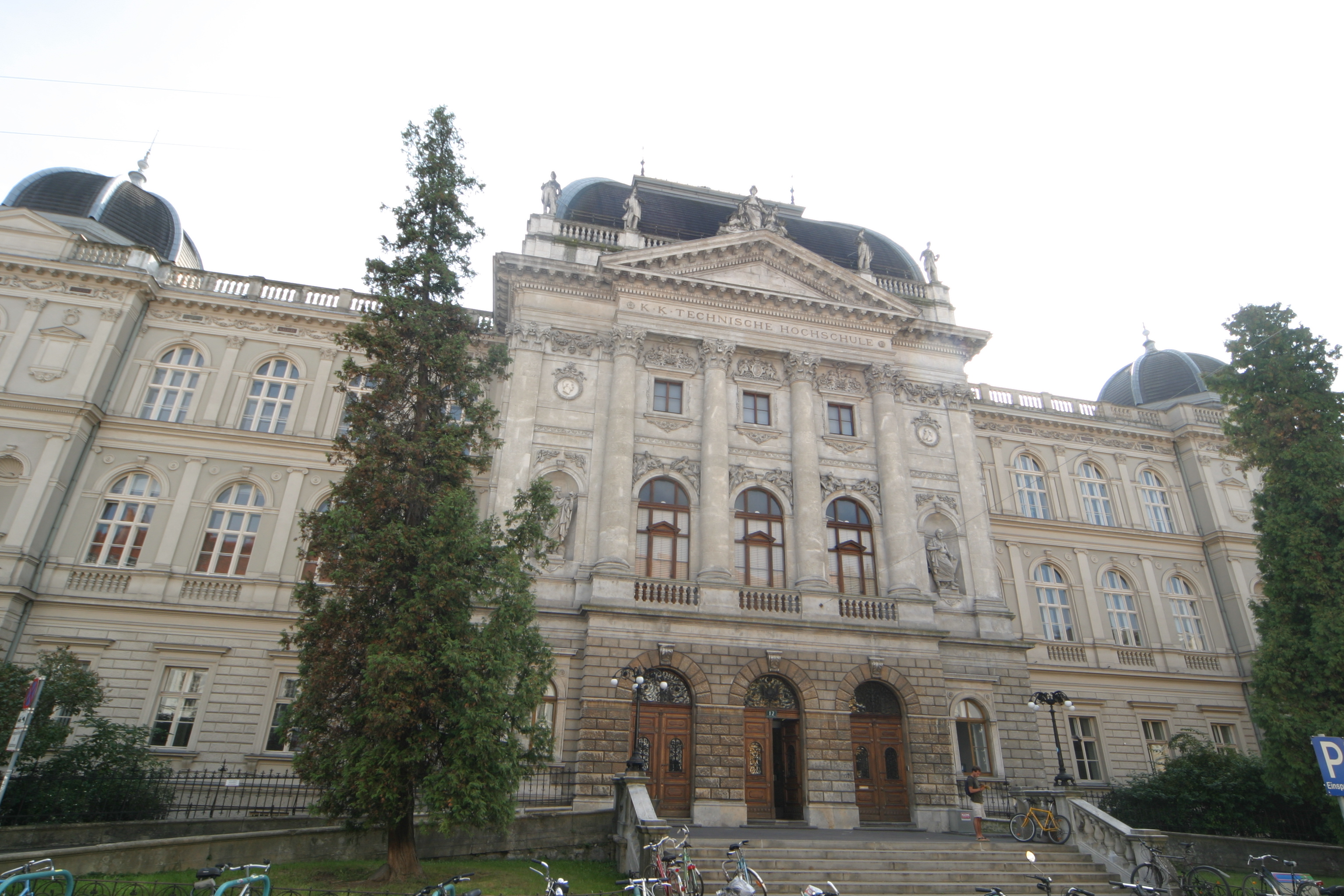
A grazi Műszaki Egyetem régi főépülete („Alte Technik”)

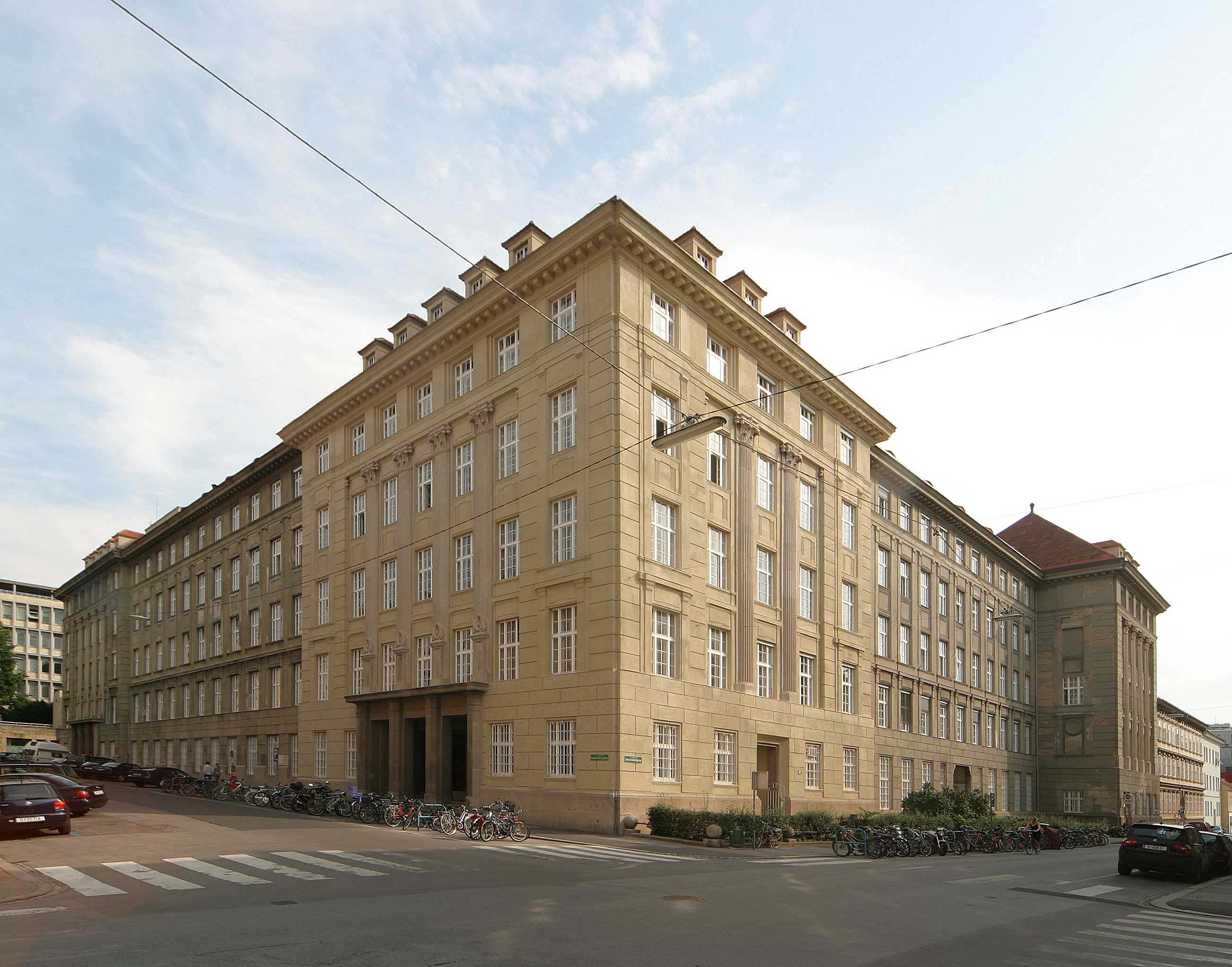
A grazi Műszaki Egyetem új főépülete („Neue Technik”)

### A „stájer herceg”
A napóleoni háborúk után, 1815–1816-ban öccsével, Lajos főherceggel együtt természettudományos és bölcsészeti tanulmányokat végeztek, és utazásokat tettek Angliában és Franciaországban. 1815. október 22-én Doverben György régens herceg (a későbbi IV. György angol király) fogadta őket. Az osztrák főhercegek meglátogatták Oxfordot, Bath városát, Plymouth-t, Birminghamet, Bristolt, majd a skóciai Edinburgh-öt és Glasgow-t. A korszerű brit egyetemi oktatást, a polgári közigazgatási szervezeteket és az iparvállalatok működését tanulmányozták.
A következő években János főherceg – öccsével, Lajossal ellentétben – nem vett részt a dinasztia birodalmi politikájában. Visszavonult stájerországi birtokaira. Bár önmagát sohasem nevezte liberálisnak, valójában számos felvilágosult szabadelvű nézetet vallott, ezeket nem tudta összeegyeztetni a bécsi udvar mereven abszolutisztikus politikai elveivel. Nem vállalt sem katonai, sem politikai szerepet. Állandó konfliktusban állt császári bátyjával (és az őt feltétlenül támogató Lajos főherceggel). Hofer felkelésének támogatása miatt Ferenc császár 1833-ig egyenesen megtiltotta János főhercegnek, hogy Tirol területére lépjen.
Rangon alul házassága újabb konfliktus forrása lett. 1829-ben a császári udvar neheztelése ellenére, az általuk támasztott akadályokat legyőzve János főherceg egy polgárleányt vett feleségül. Választottja Anna Plochl (1804–1885) volt, a Bad Aussee-i postamester leánya, akivel 1819-ben találkozott először a Toplitz-tónál. Ferenc császár sokáig megtagadta tőlük a házassági engedélyt, és később is csak úgy járult hozzá, hogy János a főhercegnek le kellett mondania trónöröklési jogáról maga és születendő gyermekei nevében. 1832-ben, három évvel János morganatikus házasságkötése után Ferenc császár megenyhült, és az asszonynak bárónői címet (Freifrau von Brandhof) adományozott.
Ez a polgári házasság, amely boldognak és tartósnak bizonyult, János főherceg népszerűségét az egyszerű alattvalók szemében az egekig emelte. A közmegbecsülésnek örvendő főherceg ezekben az években alig látogatott Bécsbe. 1839-ben megszületett egyetlen gyermeke, Franz von Brandhof báró (1839–1891). Ekkor már János főherceg unokaöccse, I. Ferdinánd császár uralkodott, valójában helyette az államértekezlet (Staatskonferenz) kormányzott, ennek vezetője 1835-től János öccse, Lajos főherceg volt. 1844-ben a császár János főherceg feleségét, Anna bárónőt Merán grófnőjévé (teljes nevén Anne Marie Josephine Gräfin von Meran) emelte. 1845-ben János főherceg fiát, Ferenc bárót is elismerték Merán örökös grófjának (Franz Ludwig Johann Baptist Graf von Meran), ez a grófi cím már örökölhető volt. 1845-ben János főherceg Tirolban megvásárolta a schennai kastélyt (ma: Scena, Dél-Tirol), és azt utódaira, Merán grófjaira hagyományozta.
A Mariazell közelében fekvő brandhofi birtokán élő János főherceg érdeklődése a természettudományok felé fordult. Jelentős ásványgyűjteményt halmozott fel, alpinista és vadászszenvedélyének hódolt. Polgári módon élt, szokásaiban, ruházkodásában a stájer hagyományokat követte. Igen komolyan támogatta Stájerország tárgyi és szellemi kultúrájának megőrzését, fejlesztését. Életmódja és elkötelezettsége a szűkebb hazája iránt János herceget jóformán a stájer nép emblematikus figurájává tették, a köznyelv a „stájer herceg” nevet ragasztotta rá.
1811-ben megalapította a grazi Joanneum felsőfokú természettudományos és műszaki iskolát, a Grazi Műszaki Egyetem (TU Graz), elődjét, amely ma a János Főherceg Egyetem (Erzherzog Johann Universität) része. Más jelentős helyi intézményeket is alapított, vagy kezdeményezte és támogatta ezek alapítását. Így például 1817-ben a Stájerország Tartományi Levéltárát (Steiermärkisches Landesarchiv), 1840-ben a vordernbergi Bányászati és Kohászati Szakképző Iskolát, amelyet 1849-ben Leobenbe költöztettek, ma Leobeni Ércbányászati Egyetem (Montanuniversität Leoben) néven működik, 1819-ben a Stájerországi Mezőgazdászati Társulást (Steiermärkische Landwirtschaftsgesellschaft), 1845-ben a Grazi Kölcsönös Tűzkárbiztosító Intézetet (Grazer Wechselseitige Brandschadenversicherungsanstalt) (a ma is létező biztosítóintézet elődjét), a Stájerországi Takarékpénztárat (Steiermärkische Sparkasse), 1845-ben a Tartományi Felsőreáliskolát (Landesoberrealschule), végül 1850-ben a Stájerországi Történelmi Egyletet (Historischer Verein für Steiermark).
Az ipari vállalkozásokból is kivette részét. A Voitsberg melletti Kremsben ólomgyárat építtetett, Köflach mellett szénbányákat vásárolt, ezek termékeivel kerekedett. 1840-ben megvásárolta a stainzi uradalmat.
János főherceg nevéhez fűződik az osztrák Déli Vasút Südbahn pályavonalának kitűzése Bécstől Triesztig, a Semmering-hágón keresztül, és tovább Grazig a Mura (Mur) és Mürz folyók völgyén át.
Mint az Osztrák Birodalom hadmérnöki főigazgatója, több jelentős erődrendszer tervezését, építését kezdeményezte és irányította. E téren legjelentősebb alkotása az észak-itáliai Erődnégyszög (Quadrilatero), amelyet Mantova, Legnago, Verona és Peschiera erődített városai alkottak. Latour gróf, aki végigharcolta a Napóleon elleni háborúkat, és kiérdemelte a Katonai Mária Terézia-rendet, 1831-ben János főherceg helyettese lett a császári és királyi Hadmérnöki Főhivatal Igazgatóságában. 1839. szeptember 17-én János főherceget tábornaggyá léptették elő, már Ferdinánd császár nevében.

### Szerepe az 1848–49-es forradalmakban
Az 1848–49-es magyar forradalom során Ferdinánd császár 1848. június 10-i manifesztumában János főherceget saját helyettesévé nevezte ki. E minőségében a főherceg Bécsben tárgyalt gróf Batthyány Lajos magyar miniszterelnökkel és a császárhű Jellasics tábornaggyal, a horvát bánnal. Megkísérelt egyezséget létrehozni köztük, de közvetítési kísérlete Jellasics hajthatatlansága miatt kudarcot vallott.
1848. június végén a frankfurti német alkotmányozó szövetségi gyűlés (Nationalversammlung) János főherceget – Ferdinánd császár helyett – Német Birodalmi Kormányzóvá (Reichsverweser) választotta. Ténykedése e funkcióban azonban igen komoly nehézségekbe ütközött. A forradalmak leverése után, 1849. december 10-én lemondott hivataláról.

### Utolsó évei
Az 1848–49-es forradalmi hullám lezárulása után visszaköltözött stájerországi birtokaira, és ott élt haláláig. A bekövetkezett politikai változások nyomán 1850-ben indult a stainzi helyi elöljárósági választásán, és ő lett a város első szabadon választott polgármestere. E tisztséget haláláig viselte.
János főherceg 1859. május 11-én hunyt el brandhofi birtokán, Stájerországban, 77 éves korában. A tiroli Meran közelében, Schenna városában temették el (ma: Scena, Dél-Tirol, Olaszország).

## Emléke, utódai
János főherceg emlékére Graz főterén nagy formátumú díszkutat építettek, amelynek közepén a főherceg életnagyságnál magasabb szobra áll. Lábánál a négy nőalak a korabeli Stájerország négy fő folyóját jelképezi, a Murát, az Ennset, a Drávát és a Sannt. Nevét viseli többek között a Grazi Műszaki Egyetem, egy exkluzív bécsi luxusszálloda, egy stájerországi szőlő- és pincegazdaság.
A szenvedélyes hegymászó az elsők között próbálta megmászni a Großvenediger csúcsot. Nevét több alpesi menedékház viseli, közülük a legismertebb a Großglockner alatti Adlersruhén álló Erzherzog-Johann-Hütte. Botanikai munkásságának emléke egy róla elnevezett virág, az alpesi legelőkön termő Erzherzog-Johann-Kohlröschen (Nigritella archiducis-joannis).
A schennai kastély ma is a meráni grófi család tulajdona és lakóhelye. János főherceg egyetlen fia, Ferenc, Merán grófja 1864-ben feleségül vette Theresia von Lamberg grófnőt (1836–1913). Hét gyermekük született, köztük Johann von Meran gróf (1867–1947), akinek egyik leánya, Ladislaja Maria Anna grófnő (1899–1997) 1929-ben férjhez ment Eberhard-hoz, La Fontaine és Harnoncourt-Unverzagt grófjához (1896–1970). Az ő elsőszülött fiuk, a 2016-ban elhunyt Nikolaus Harnoncourt (teljes nevén Nikolaus Graf de la Fontaine und d'Harnoncourt-Unverzagt), a nemzetközileg elismert német karmester János főherceg ükunokája.

## Külső hivatkozások
- http://www.napoleon-online.de/AU_Generale/html/johann.html János főherceg élet- és pályarajza
- http://aeiou.iicm.tugraz.at/aeiou.encyclop.j/j514423.htm Archiválva 2007. november 9-i dátummal a Wayback Machine-ben életrajza az AEIOU adatbázisban
- http://www.steiermark.at/cms/beitrag/10000758/1947/ a stájerországi tartományi kormányzat honlapja